# Focke-Wulf Ta 283

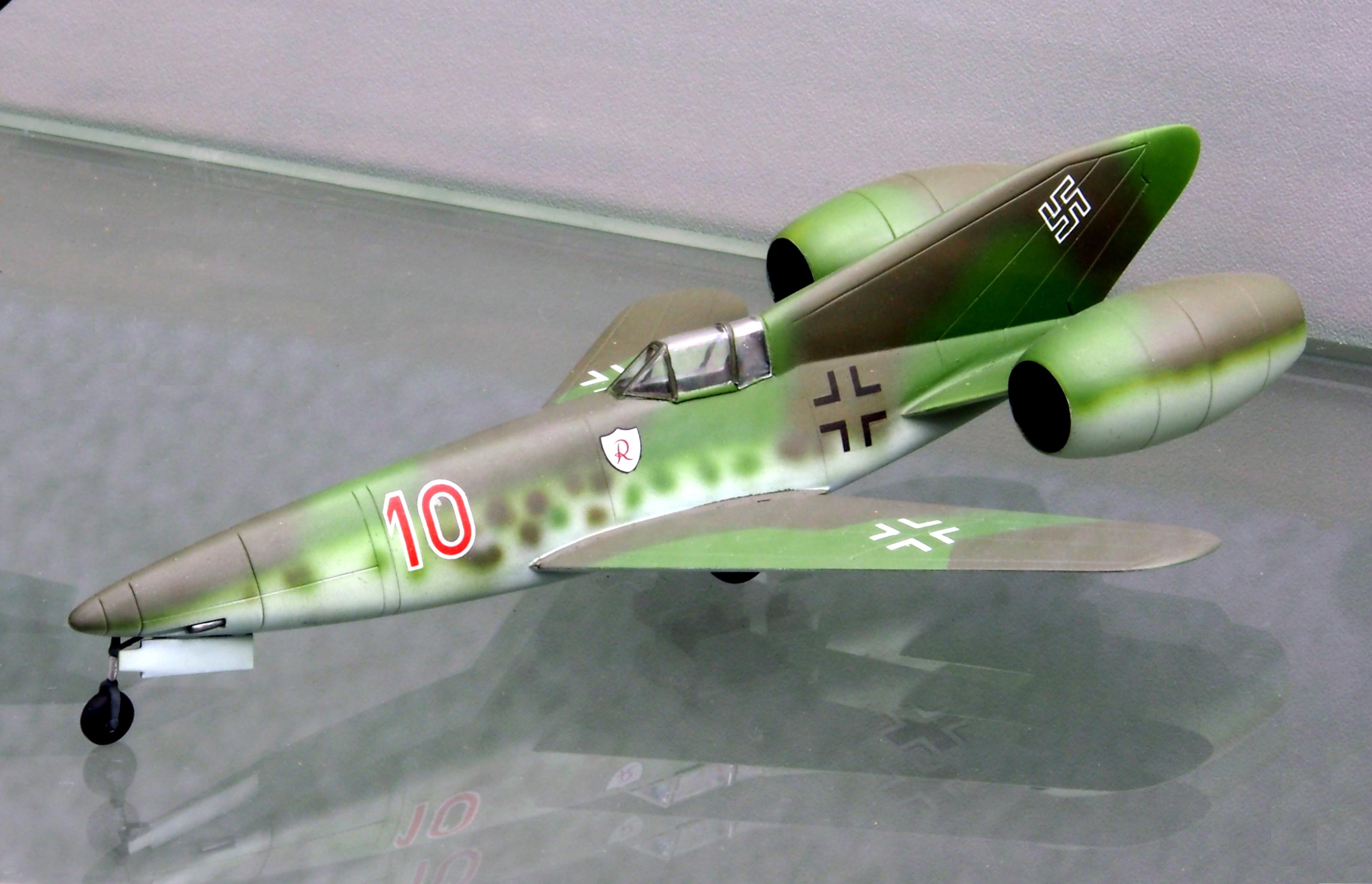
Focke-Wulf Ta 283. Модель

Focke-Wulf Ta 283 — німецький одномісний винищувач-перехоплювач- завершального етапу Другої світової війни компанії Focke-Wulf. Не був добудований до закінчення війни.

## Історія
Компоновка винищувача і принцип дії почав розробляти з січня 1944 інженер Ганс Мультгооп за участі Курта Танка. Винищувач повинен був використовувати для швидкого старту на висоту польоту ворожих бомбардувальників ракетний прискорювач Walter HWK 109-509A-2, розміщений у хвостовій частині фюзеляжу чи обабіч нього, і для маневрування, переслідування літаків ворога два реактивні мотори Heinkel Hirth HeS 011A, розташовані на пілонах обабіч хвостової балки літака. Стрілоподібні крила мали кут 45°. Озброєння повинно було складатись з двох 30-мм швидкострільних гармат MK 108. При розмаху крил 8 м, довжині 11,85 м літак повинен був розвивати 1100 км/год.
У середині 1944 проєкт було відхилено командуванням Люфтваффе на користь Focke-Wulf Ta 183. До завершення війни не було добудовано єдиного прототипа літака і він не проходив льотні випробовування. Згідно системи позначення літаків Рейхсміністерством авіації Третього Райху (RLM) позначення Ta 283 офіційно не присвоювалось.